# Stadtwerke Hameln

Historisches Logo Stadtwerke Hameln von 2017

Die Stadtwerke Hameln Weserbergland sind ein kommunales Energieversorgungsunternehmen, das die Stadt Hameln in Niedersachsen mit Gas, Strom, Wasser, Ladeinfrastruktur für E-Mobilität versorgt sowie weitere Dienstleistungen anbietet.
Am 1. November 1904 nahmen die Städtischen Licht- und Wasserwerke das erste Elektrizitätswerk in Betrieb. Es befand sich auf dem Gaswerksgelände an der Hafenstraße. 1913 ging das Kohlekraftwerk der AEG-Tochtergesellschaft Elektrizitäts-Lieferungs-Gesellschaft (ELG) in Afferde in Betrieb, und über das Stromverteilungsnetz der Stadt Hameln wurde zusätzliche elektrische Leistung importiert. In den 1920er Jahren wurde im Zuge des Ausbaus des Stromkabelnetzes auch von Gleichstrom auf den bis heute üblichen Drehstrom umgestellt. 1934 erfolgte die Umbenennung in Stadtwerke Hameln. 2021 erfolgte die Fusion der Stadtwerke Hameln mit den Stadtwerken Weserbergland zu "Stadtwerke Hameln Wesebergland".
Die Wasserkraftwerke an der Staustufe Hameln wurden 1999 übernommen.
Im Rahmen des überregionalen Wetterdienstes der Meteomedia GmbH betreiben die Stadtwerke Hameln Weserbergland eine eigene Wetterstation, deren Daten im Internet veröffentlicht werden. Seit 2013 sind Stadtwerke Hameln Weserbergland an den Mindener Stadtwerken mit 49 % beteiligt.